# Limenitis wernickei
Limenitis wernickei är en fjärilsart som beskrevs av Johannes Karl Max Röber 1923. Limenitis wernickei ingår i släktet Limenitis och familjen praktfjärilar. Inga underarter finns listade i Catalogue of Life.